# Погреби (Кременчуцький район)
Погреби́ — село в Україні, у Градизькій селищній громаді Кременчуцького району Полтавської області. Населення становить 1969 осіб. Колишній центр Погребівської сільської ради.

## Походження назви
За однією з гіпотез ця місцина була сторожовим постом козаків, які стояли на чатах на випадок набігів татар і турків. За нею козаки на крутосхилах копали великі ями схожі на погреби, у яких зберігали порох, продукти харчування, а на випадок раптового набігу великого загону татар могли переховуватися у заплавах річки та таємних погребах.
За іншою версією тут були величезні випаси, які належали ігумену Києво-Печерського монастиря, який знаходився у містечку Городище, за п'ятнадцять кілометрів звідси. Щоб не возити молоко кожного дня у містечко, пастухи копали великі погреби.

## Географія

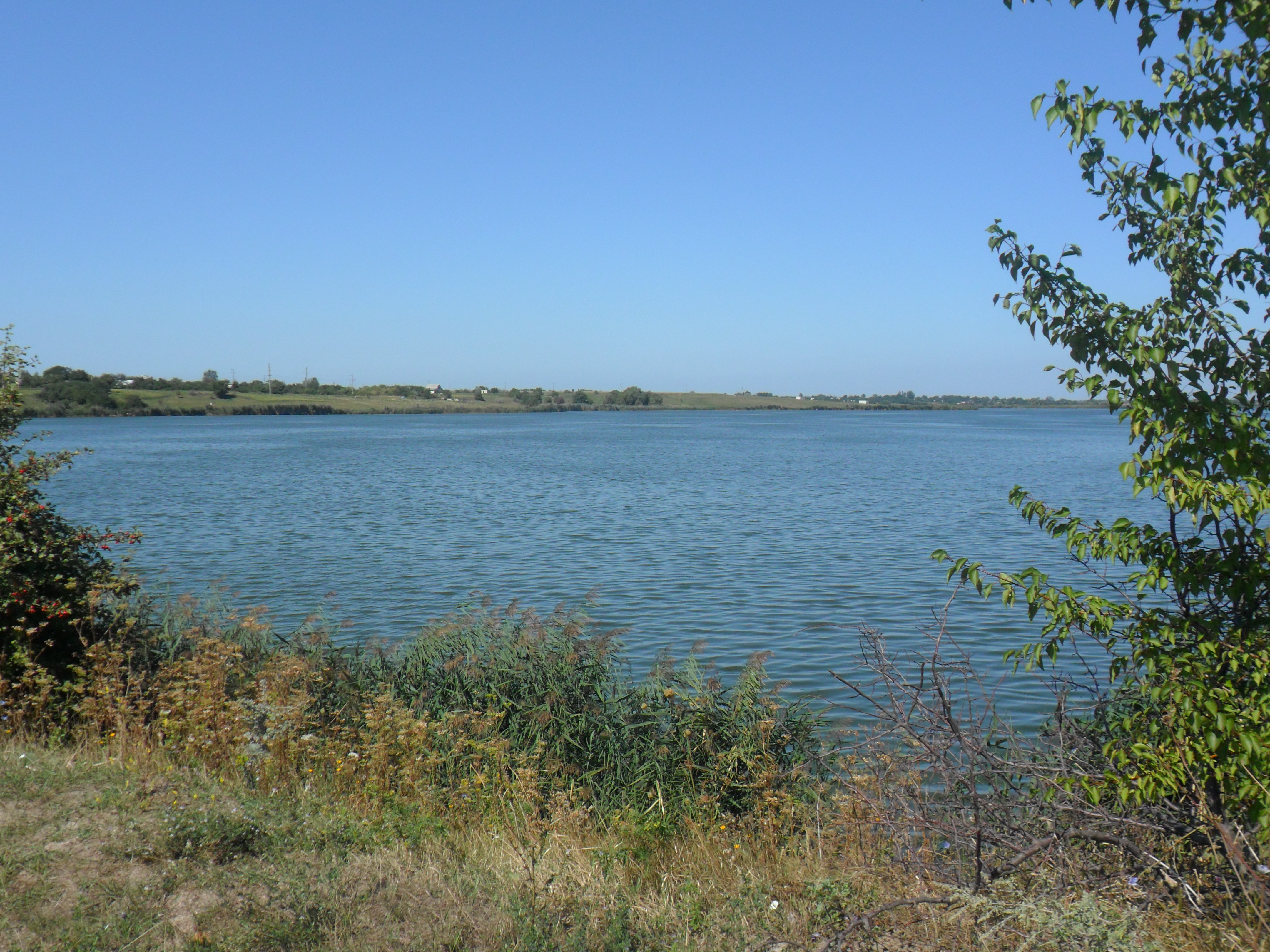
Загата

Село розташоване на березі річки Сухий Кагамлик, вище за течією на відстані 1,5 км розташоване село Набережне, нижче за течією на відстані 1 км — село Коржівка. Річка в цьому місці утворює велику загату.
Через село проходять автомобільна дорога Т 1716 та залізниця, станція Рублівка.

## Історія
Виникло село в ІІ половині XVII століття. Заселене кріпаками Київського Пустинно-Миколаївського монастиря на козацьких і селянських землях, що належали раніше жителям містечка Городище (нині Градизьк). У 1730 році в Погребах Городиської сотні Миргородського полку було 55 дворів, село належало ігумену монастиря Радимовичу (після 1786 року монастирські селяни перейшли у казну). Після ліквідації полкового устрою, 1781 року Погреби віднесені до Городиського повіту Київського намісництва. З 1795 року село входить до складу Кременчуцького повіту Малоросії, з 1802 року — до того ж повіту Полтавської губернії.
З початком радянської окупації на початку 1918 року село стало центром Погребівської волості. З лютого 1932 року до вересня 1937 року село відносилося до Харківської, а з 22 вересня 1937 року до Полтавської області.
У Національній книзі пам'яті жертв Голодомору 1932—1933 років в Україні перелічено 48 жителів села, що загинули від голоду.
Село у часи німецько-радянської війни було окуповане нацистськими військами з 12 вересня 1941 до 27 вересня 1943 року. До Німеччини на примусові роботи вивезено 124 особи, загинуло на фронтах 269 односельчан. У Погребах розміщувався військовий шпиталь. Від ран померли в ньому 53 радянські бійці. Село було майже вщент зруйноване: з-понад 500 дворових господарств зруйновано 408.
1954 року Погреби радіофіковані, 1963 року проведено світло. У 1967 р. до складу селабуло приєднано територію села Рублівка.   
У 1979 року прокладено дорогу з твердим покриттям.

## Демографія
1859 року у козацькому та власницькому селі налічувався 101 двір, мешкало 523 осіб.
1900 року — 262 двори, 1907 жителів, земська школа. 1910 року — 335 дворів, 2188 жителів. 1923 року — 2136 мешканців. За переписом 1926 року в Погребах у 480 дворах мешкало 2457 осіб.
| 1859 | 1900  | 1910  | 1923  | 1926  | 1990  | 2001  | 2011  |
| ---- | ----- | ----- | ----- | ----- | ----- | ----- | ----- |
| 523  | 1 907 | 2 188 | 2 136 | 2 457 | 2 277 | 1 969 | 1 785 |
|      | ▲     | ▲     | ▲     | ▲     | ▼     | ▼     | ▼     |

### Мова
Розподіл населення за рідною мовою за даними перепису 2001 року:
| Мова            | Кількість | Відсоток |
| --------------- | --------- | -------- |
| українська      | 1914      | 97.21%   |
| російська       | 50        | 2.54%    |
| вірменська      | 3         | 0.15%    |
| румунська       | 1         | 0.05%    |
| інші/не вказали | 1         | 0.05%    |
| Усього          | 1969      | 100%     |

## Економіка
У селі працюють такі підприємства:
- агрофірма «Вересень»
- ТОВ «Рост Агро»
- ТОВ «Світ Бакалії»
- ТОВ «Агрофірма Мічуріна»

## Інфраструктура
У Погребах діє дільнична лікарня ветеринарної медицини, поштове відділення зв'язку, загальноосвітня школа І-ІІІ ступенів, дошкільний навчальний заклад «Усмішка», амбулаторія загальної практики сімейної медицини, Будинок культури, бібліотека, вісім магазинів.
Село газифіковане. Є водопровід.
|                  |       |                        |
| Будинок культури | Школа | Колишній дитячий садок |

## Архітектура
У Погребах збудовані такі пам'ятники:
- В. І. Леніну (1947 рік);
- Меморіальний комплекс: надгробок на братській могилі радянських воїнів, полеглим 1943 року при визволенні села (збудований 1956 року);
- пам'ятник воїнам-односельчанам, загиблим у роки німецько-радянської війни (збудований 1956 року).

### Культові споруди
- Церква Різдва Пресвятої Богородиці. Збудована 1907 року. Дерев'яна, на мурованому цоколі. Згодом була приписана до Успенської церкви села Рублівка. "Церковно-парафіяльна школа в селі Рублівка існувала з 80-х рр. ХІХ ст., а в 1891 р. вона отримала приміщення. Попечителем школи був місцевий землевласник Іван Іванович Маклаков-Скавронський. Із 1893 р. і до Першої світової війни останнім завідувачем та законовчителем школи був священик о. Василій Біленький, випускник духовної семінарії із 32-річним педагогічним стажем... У 1913 р. в жіночій школі навчалися 57 дівчаток, серед них три іудейського віросповідання".[6]
- У новітній час богослужіння проводяться у новозбудованому цегляному храмі з березня 1994 року.

|                      |                                       |
| Пам'ятник воїнам ДСВ | Різдвяно-Богородицька церква (УПЦ МП) |

## Відомі люди
- Максименко Володимир Григорович (1912—1994) — український радянський актор, народний артист Української РСР (1972). Лауреат Національної премії України імені Тараса Шевченка (1978).
- П'ясецький Володимир Анатолійович (1972—2016) — військовослужбовець Збройних сил України, учасник російсько-української війни[7].